# Scoletoma emandibulata
Scoletoma emandibulata är en ringmaskart som först beskrevs av Pillai 1961.  Scoletoma emandibulata ingår i släktet Scoletoma och familjen Lumbrineridae. Utöver nominatformen finns också underarten S. e. mabiti.